# Glory Hole
Glory Hole (auch „gloryhole“ auf Englisch; übersetzt: „Ruhmesloch“ oder „Ehrenloch“) – umgangssprachlich auch Klappenloch oder Schwanzloch – ist ein Loch in einer Wand zum Zwecke meist anonymer Sexualkontakte.

## Begriff
Im Englischen tritt glory hole im schwulen Bereich schriftlich seit 1966 vereinzelt auf, seit 1979/82 öfter. Der Begriff selbst kann in verschiedenem Zusammenhang gebraucht werden, einige umgangssprachliche Verwendungen sind selten. Der Ausdruck wurde durch homosexuelle amerikanische Literatur und Pornographie im deutschen Sprachraum bekannt. Da der gleiche Terminus in verschiedenen Sprachen verwendet wird, handelt es sich bei diesem Fremdwort um einen Internationalismus.

## Geschichte
Das erste Glory Hole ist aus dem Jahre 1700 bekannt, wo das bog-house im Savoy in London ein rund ausgeschnittenes Loch in der Trennwand zwischen den Kabinen hatte.

## Funktion

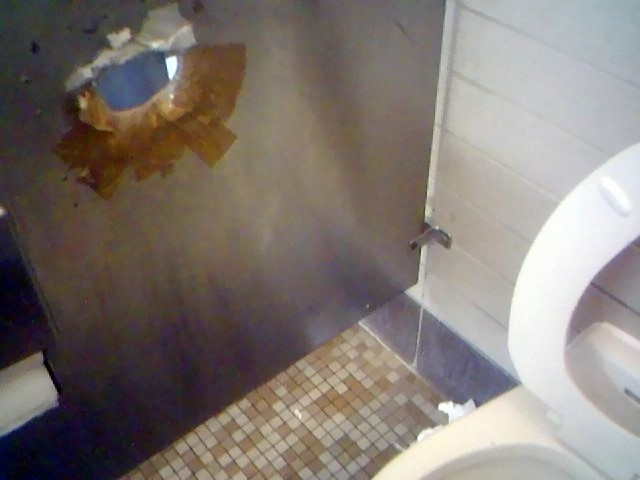
Glory Hole auf einer Toilette in Kalifornien, USA

Glory Holes sind Löcher, die in Hüfthöhe in die Trennwand zwischen zwei Einzelkabinen von öffentlichen Toilettenanlagen oder Videokabinen in Sexshops gebohrt werden und der Aufnahme meist gleichgeschlechtlicher sexueller Kontakte zwischen Männern dienen. Dabei steckt ein Partner seinen Penis durch das Wandloch, um sich mit der Hand, oral oder manchmal auch anal vom Partner auf der anderen Seite befriedigen zu lassen. Das Glory Hole kann aber auch lediglich zur verbalen Kontaktaufnahme oder zum Voyeurismus genutzt werden. Wird das Loch von einer Seite verdeckt, kann dies als Ablehnung verstanden werden.
Sexualkontakte an Glory Holes gehören zu den anonymen Kontaktformen, bei denen die sexuelle Befriedigung im Vordergrund steht und die Identität des Gegenübers nebensächlich bleibt. Bei dieser Form des sexuellen Kontakts besteht (wie bei allen anderen Formen, die mit häufig wechselnden und unbekannten Partnern praktiziert werden) ein hohes Risiko der Ansteckung mit sexuell übertragbaren Krankheiten, insbesondere, wenn auf die Benutzung von Kondomen verzichtet wird.
Gerade an solchen Orten sind relativ häufig Männer anzutreffen, welche sonst eine heterosexuelle Identität leben. Ihr Beweggrund, abweichend davon diese Form sexueller Betätigung zu wählen, ist im Wesentlichen der Wunsch zur sexuellen Erleichterung, weil ihre gegengeschlechtlichen Partner bestimmte Sexualpraktiken ablehnen oder aber weil sie bi-curious (neugierig auf gleichgeschlechtliche Sexualkontakte) sind.
Seltener sind an diesen Orten auch Frauen – meist in Begleitung ihrer männlichen Sexualpartner mit voyeuristischen und/oder Machtmotiven – anzutreffen.

## Übernahme in die Heterosexualität
In Swingerclubs und Kinos mit pornografischen Filmen gibt es inzwischen oft aufgestellte Holzwände mit mehreren Glory Holes in einer Reihe ohne Trennwand dazwischen. Dort spielt vor allem das psychologische Motiv der relativen Anonymität eine Rolle. Manchmal hockt nur eine Frau dahinter, die mehrere Männer gleichzeitig mit Mund und Händen stimuliert.

### Kabinensex
Eine professionelle Variante ist vornehmlich in Wien verbreitet: der Kabinensex. In anonym zugänglichen Räumen ohne Personal sind mehrere verschließbare Kabinen bereitgestellt, in denen ein Loch in Genitalhöhe ausgeschnitten ist. Ab Schulterhöhe sieht man in den dahinterliegenden Raum, wo oft auf Fernsehern Pornovideos gezeigt werden. Es findet eine Absprache mit einer Prostituierten über den Preis statt, der sich je nach Art der angebotenen Dienstleistung (manuelle oder orale Befriedigung) variiert und sich zumeist unter dem Preis in traditionellen Bordellen befindet. Die Anonymität des ursprünglichen Glory Hole ist somit auf die symbolische Trennwand zwischen Prostituierter und Freier reduziert, eine Variation sexueller Dienste Prostituierter an Freiern, die 1997 in Nobuyoshi Arakis Bestseller 'Tokyo Lucky Hole' zum ersten Mal beschrieben wurde.

## Weitere Bedeutungen im Englischen

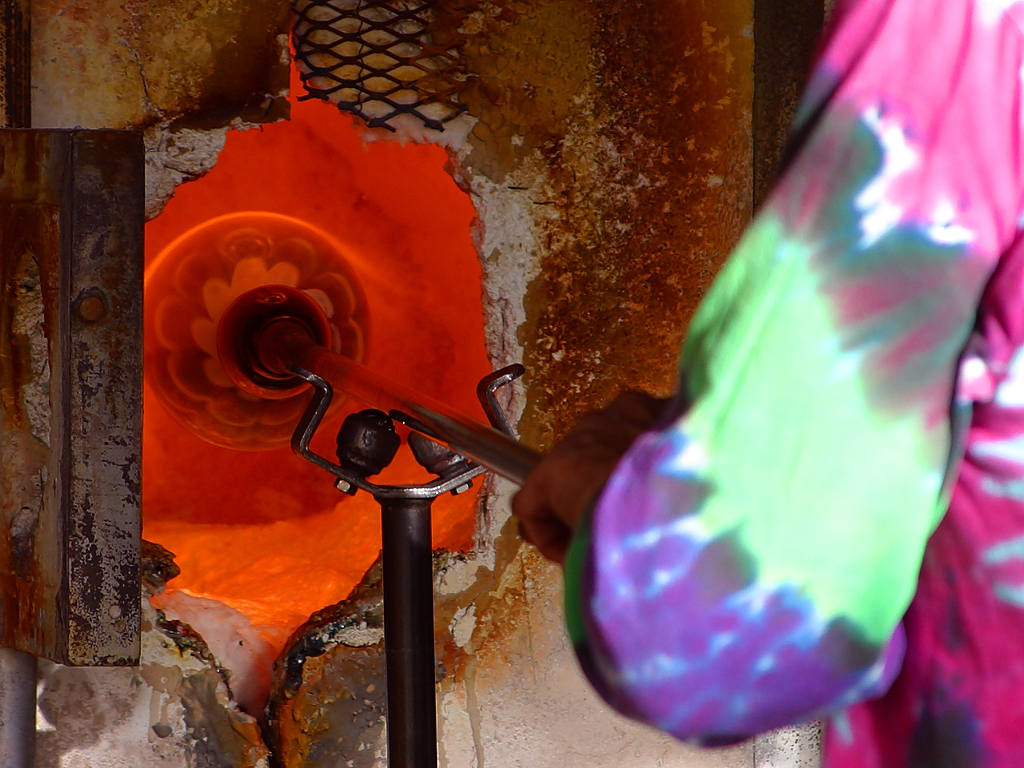
„Glory Hole“ der Glasbläser

Im Englischen gibt es diese Bezeichnung in verschiedenen Fachbereichen:
- Im sexuellen Bereich wird es meistens so wie im Deutschen verwendet.
- In pornografischen Zusammenhängen kann es eine umgangssprachliche Bezeichnung für Körperöffnungen wie beispielsweise den Anus und die Vagina oder sonstige vermeintlich erregende Löcher sein.
- Der Überlauf einer Staumauer wird so genannt.
- Bei Glasbläsern ist damit das Loch im Warmhalteofen (oder der komplette Ofen) gemeint, mit dem geschmolzenes Glas beim Bearbeiten wieder aufgeheizt wird (→ Abb.).
- In der Alltagssprache bezeichnet es einen kleinen Raum, Wandschrank oder Schrank, in den allerlei Krimskrams gesteckt wird.
- Beim Goldschürfen wird so ein unterirdischer Bereich unter ehemaligen Wasserfällen genannt, in welchem sich typischerweise ein hohes Goldvorkommen abgelagert hat.

## Trivia
Beim Videospiel GTA: San Andreas gibt es eine Parodie auf die sexuelle Verwendung des Glory Holes, den Glory Hole Theme Park. Dabei handelt es sich um einen fiktiven Themenpark irgendwo im Staat San Andreas. Auf einigen Radiostationen wird er mit seinem Slogan: „Where strangers become friends“ (deutsch „Wo Fremde Freunde werden.“) erwähnt. Die Radiostationen bringen eine Ankündigung, wo über Jerry The Gerbil, einen fiktiven Entertainer im Themenpark, gesprochen wird. Die Öffnungszeiten des Parks werden mit „Open every day till 3AM“ (deutsch „Offen jeden Tag bis 3 Uhr früh“) angegeben. In einem Teil des Radiojingles kommt der Text „Glory hole, you don't need to know names“ (deutsch „Glory Hole, du musst keine Namen wissen“) vor, was ein Hinweis auf den anonymen Sex ist, der dort stattfindet. Im Hintergrund sind Kinder zu hören, welche ihren Eltern Fragen stellen. Der Name Jerry The Gerbil ist ein Hinweis auf eine amerikanische moderne Sage, welche erzählt, dass sich Homosexuelle lebende Wüstenrennmäuse in ihren Anus einführen würden.
Zudem wurde in der Serie South Park dem Glory Hole eine funktionale Bedeutung zugeschrieben, als der Toiletten-Erfinder John Harington die richtige Benutzung des Klosetts in einem Gerichtsfall erläuterte. Dabei sei die heutige Benutzung einer Toilette falsch; man müsse sich nämlich rückwärts drauf setzen, um die Ablage „für Bücher, Tinte und Feder“ nutzen zu können. Auf den Einwand, dass man sich dafür jedes Mal die Hose komplett ausziehen müsste, entgegnete er „Ja natürlich, warum hätte ich die Kabinen denn wohl sonst mit einem Wäscheloch versehen?“, was großes Erstaunen bei den anwesenden Männern im Saal auslöste.